# Slatina (Romania)
Slatina (pronunciació en romanès: [ˈSlatina], búlgar: Слатина) és la capital del comtat d'Olt, Romania, al riu Olt. Es troba al sud de Romania, a la banda oriental del riu Olt, a la regió històrica de Muntènia. La població era de 70.293 el 2011; la zona urbana té al voltant de 85.000 habitants. És un important centre industrial.

## Història
Plantilla:Historical populationsLa ciutat de Slatina va ser esmentada per primera vegada el 20 de gener de 1368 en un document oficial emès per Vladislav I Vlaicu, príncep de Valàquia. El document indicava que els comerciants de la ciutat transilvana de Brașov no pagarien duanes quan passaven per Slatina. La paraula Slatina és d'origen eslau, i significa "pantà, pantà, plana aquosa".

## Economia
Alro Slatina, la major fàbrica productora d'alumini del sud-est d'Europa, es troba a la ciutat. Altres empreses amb seu a Slatina són ALPROM (que, com ALRO, és filial de VIMETCOGROUP), Altur (fabricant de jocs de motors), Pirelli Tires Romania (fabricant de pneumàtics), Steel Cord Romania (cable d'acer per a pneumàtics), TMK Artrom (sense costures tubs d'acer), Prysmian (cables i cables electrònics i elèctrics) i Benteler.
Un dels negocis privats més antics de Romania és la pastisseria amb seu a Slatina, Atletul Albanez ("L'atleta albanès").

## Esport
Hi ha un club de futbol associatiu a Slatina, el CSM Slatina, que juga a la Lliga III (la tercera lliga de Romania).
La secció d'handbol femení de CSM Slatina també representa la ciutat a la primera lliga d'handbol de Romania.

## Fills il·lustres
- Petre S. Aurelian - polític
- Aurelia Brădeanu - jugadora d'handbol
- Ionel Dănciulescu - jugador de futbol
- Felicia Filip - soprano operística
- Iulian Filipescu - jugador de futbol
- Mădălina Diana Ghenea - actriu i model
- Eugène Ionesco - dramaturg
- Claudiu Niculescu - jugador de futbol
- Monica Niculescu - tennista